# وصال شیرازی
محمدشفیع شیرازی (۱۱۹۷–۱۲۶۲ ه‍. ق/ ۱۷۸۳–۱۸۴۶ م) فرزند محمد اسماعیل، داماد رحمتعلیشاه شیرازی  متخلص به وصال و کنیه‌اش ابومحمد و ابواحمد، از شعرا، ادیبان و خوشنویسان معروف شیرازی در سده سیزدهم هجری بود. او گاهی آثار خوشنویسی خود را با امضاء «میرزا کوچک» و گاهی با نام «وصال شیرازی» رقم می‌زد.

## تبار
وصال فرزند محمد اسماعیل شیرازی، جدش میرزا شفیع دبیر نادرشاه و جد سومش در زمان سلسله صفویه عامل گرمسیرات فارس بود. پس از سپری شدن دوران قدرت زندیه میرزا شفیع چندی با پریشانی زندگانی کرد و در تنگدستی درگذشت. او چهار فرزند داشت یکی میرزا قاسم که از مشایخ سلسله ذهبیه بود و دیگری میزا اسمعیل که پدر میرزا کوچک بود.
میرزا محمد اسمعیل در خوشنویسی و رقوم و سیاق همتا نداشت. وی در ابتدای جوانی از کار دولتی کناره‌گیری کرد و به آذربایجان رفت و سپس به شیراز بازگشت و با دختر میرزا عبدالرحیم شاعر شیروانی ازدواج کرد. از این ازدواج، وصال شیرازی در سال ۱۱۹۷ه‍.ق به دنیا آمد.

## زندگی
دیری نپایید که وصال یتیم شد و پدر مادرش سرپرستی او را برعهده گرفت. پدر مادر نیز پس از دو سال درگذشت و تربیت میرزا کوچک را خالوی او میرزا عبداله تکفل نمود. میرزا عبداله خطی متوسط داشت و از راه نوشتن قرآن امرار معاش می‌کرد. وصال چون به سن تمیز رسید به درویشی و فقر مایل گردید و در طلب مردی کامل بود تا دست ارادت به دامان میرزا ابوالقاسم سکوت زد.
با وجود آنکه سلاطین و فرمانروایان راغب بودند وصال را در کنف حمایت خود درآورند اما وصال کمتر گرد این‌گونه مجالست‌ها می‌گشت و از راه کتابت قرآن مجید نیاز مادی خود را برطرف می‌کرد. وی به فرزندان خود می‌گفت: شعر نیکو صنعت است ولی شاعری حرفه زشتی است زیرا آن دریایی از دانش و فنی از حکمت است و این نوعی گدایی.
وصال دو روز ایام هفته را صرف تدریس به عموم می‌کرد. در سن شصت و چهار سالگی چشمش به آب مروارید مبتلا شد و یکسال نابینا بود. پس از آن طبیبی از کرمانشاه چشمش را میل زد و چشمش معالجه شد. وصال چنان به مطالعه عشق داشت که بعد از معالجه چشم فوراً مطالعه را از سر گرفت و همین امر باعث شد مجدداً نابینا گردد. در رجب ۱۲۶۲ ه‍.ق درگذشت و در حرم احمدبن موسی شاهچراغ در شیراز، در جوار مدفن مرشد خود میرزای سکوت مدفون شد.
تنبیه: وصال شیرازی از مریدان قطب طریقت ذهبیه جناب عالیجناب ماب میرزا ابوالقاسم راز
میبوده.. این وصال شیرازی با جناب وصال که از فحول و اکابر طریقت خاکسار جلالی ابوترابی می باشد متفاوت است..

## شاعری
وصال از بزرگترین شاعران و ادیبان سدهٔ سیزدهم هجری است. دیوان اشعار او نزدیک به سی هزار بیت دارد. وصال در مرثیه سرایی از تمامی شعرا گوی سبقت را ربود. از سروده‌های وی دیوان شعر و مثنوی «بزم وصال» است و اتمام مثنوی «فرهاد و شیرین» وحشی بافقی است که ناتمام مانده بود. او همچنین «اطواق الذهب» اثر زمخشری را به فارسی ترجمه کرده‌است.

## خوشنویسی

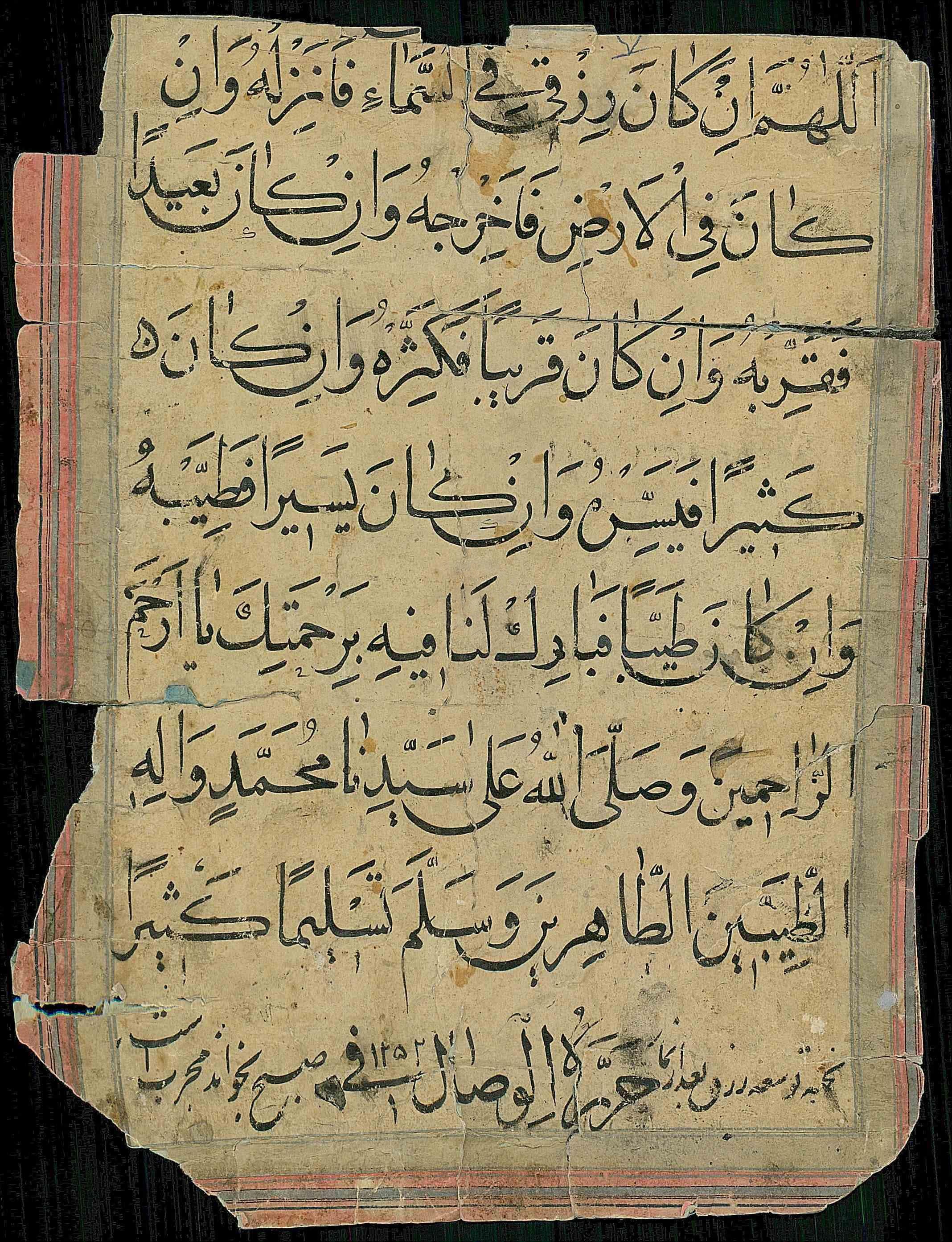
دعای وسعت رزق به خط نسخ به خط وصال شیرازی - ۱۸۳۶ میلادی

وصال همهٔ خطوط متداول را خوش می‌نوشت. آثار متعددی از او در خط نسخ، نستعلیق و شکسته‌نستعلیق موجود است؛ ولی در خط نسخ بیش از سایر خطوط مهارت داشت و در این خط علاوه بر استواری، ملاحت و لطافت خاصی داشت.

## فرزندان
وصال شیرازی شش پسر داشت: وقار، حکیم، داوری، فرهنگ، توحید، یزدانی؛ که جملگی شاعر و خوشنویس بودند و از مشاهیر سده سیزده هجری به‌شمار می‌آیند.
- وقار شیرازی با نام میرزا احمد متخلص به وقار بزرگترین فرزند وصال است که در ۱۲۳۲ه‍.ق متولد و در ۱۲۸۹ه‍.ق وفات یافت، دیوان شعری به فارسی به نام بهرام و بهروز که در بمبئی چاپ شده از او باقی مانده‌است.[۶]
- محمود شیرازی متخلص به حکیم فرزند دوم وصال که شاعری خوشنویس بوده و در سال ۱۲۳۴ ه‍.ق در شیراز به‌دنیا آمد. محمود حکیم در سال ۱۲۶۶ ه‍.ق با احمد وقار، برادر بزرگترش، به هندوستان سفر کرد و در آنجا «دیوان حافظ» را به خط خود نوشت که یک سال بعد در بمبئی به چاپ رسید و پس از چندی به شیراز بازگشت و در ۱۲۷۴ وفات یافت.[۷] از او دیوان شعری باقی است و در خط نستعلیق نام‌آور شد.[۵]
- فرهنگ شیرازی که نام او میرزا ابو القاسم و متخلص به فرهنگ است. در سال ۱۲۴۲ متولد و در ۱۳۰۹ درگذشته‌است. او در نگارش و زیبایی خطوط هفتگانه به پدرش اقتداء کرده‌است. وی شاعری است که به فارسی وعربی شعر دارد. تولد و مرگ او در شیراز بوده و شاگرد پدر و برادر بزرگترش میرزا احمد وقار بوده‌است که از او فن شعر و ادب را فراگرفته‌است؛ همچنین ریاضیات و جفر و رمل و زبان فرانسه هم درس گرفته بود، او با صاحبان فن و شعرا معاصرش پیوندهای مستحکمی داشت. آثار او عبارتند از: ترجمه البارع فی احکام النجوم (فارسی در علم نجوم)؛ دیوانی (فارسی ـ عربی در شعر) که حدود ده هزار بیت دارد؛ ذخر السفاهه علی طب البلاهه (سکنجبینیه، فارسی / متفرقات)؛ رساله‌ای در خانواده وصال؛ شرح حدایق السحر؛ فرهنگ فرهنگ (فارسی ـ عربی ـ ترکی / لغت)[۶]
- داوری شیرازی متخلص به داوری که اسم او محمد است و در ۱۲۳۸ در شیراز متولد و در ۱۲۸۴ وفات کرده‌است. میرزا محمد داوری از خوشنویسان و شاعران قرن سیزدهم هجری و چهارمین فرزند وصال شیرازی بود.[۸] و دیوان داوری شیرازی از آن اوست.[۶]
- توحید شیرازی که اسم او میرزا محمد اسماعیل و متخلص به توحید است. او پنجمین فرزند وصال است در ۱۲۳۶ متولد و در ۱۲۸۶ه‍.ق با مرض وبا در حالی که فرزندی از خود به جای نگذاشت درگذشت. او دیوانی هم دارد دیوان او را برادرش که متخلص به یزدانی است با زحمت بسیار جمع کرده تا به ۲۵۰۰ بیت رسید.[۶]
- یزدانی شیرازی که نام او عبدالوهاب و متخلص به یزدانی است. او کوچکترین فرزند وصال شیرازی است که مانند پدر و برادرانش هم خطاط بوده و هم به فنون آشنا و هم به فارسی و عربی شعر می‌گفته‌است، خط او بر روی کتیبه‌های مقبره شاه چراغ در شیراز و نیز حرم علی بن موسی‌الرضا موجود است. دیوان او شامل هزار و پانصد بیت است. وی در ۱۳۲۸ درگذشته و نزد برادرش فرهنگ به خاک سپرده شد.[۶]